# Strmac (Užice)
Strmac (Servisch cyrillisch Стрмац) is een plaats in de Servische gemeente Užice. De plaats telt 296 inwoners (2002).